# Indosasa
Indosasa is een geslacht uit de grassenfamilie (Poaceae). De soorten van dit geslacht komen voor in Azië (voornamelijk in China en Vietnam).